# Мукхбайн Сінґг
Мукхбайн Сінґг (12 грудня 1944) — індійський хокеїст на траві.
Бронзовий призер Олімпійських Ігор 1972 року.
Срібний призер Азійських ігор 1970 року.